# Illnau-Effretikon
Illnau-Effretikon est une ville et une commune suisse du canton de Zurich, située dans le district de Pfäffikon.

## Géographie

Photo aérienne prise par Walter Mittelholzer (1932).

Selon l'Office fédéral de la statistique, Illnau-Effretikon mesure 32,92 km2.

## Démographie
Selon l'Office fédéral de la statistique, Illnau-Effretikon compte 17 564 habitants fin 2022. Sa densité de population atteint 534 hab./km2.

## Culture et patrimoine

### Héraldique
| Blason | Blasonnement : D'argent à la bande d'azur chargée de trois rocs du champ. |